# Łukasz Bohdanowicz Haraburda
Łukasz Bohdanowicz Haraburda herbu Awdaniec (zm. ok. 1585 roku) – dworzanin Jego Królewskiej Mości, sędzia ziemski połocki w latach 1570-1571, wielokrotnie posłował do Moskwy.
Brat Michała kasztelana mińskiego.
Poseł na sejm 1570 roku z województwa połockiego.
Był wyznawcą prawosławia.